# I. e. 412
Évszázadok: i. e. 6. század – i. e. 5. század – i. e. 4. század
Évtizedek: i. e. 460-as évek – i. e. 450-es évek – i. e. 440-es évek – i. e. 430-as évek – i. e. 420-as évek – i. e. 410-es évek – i. e. 400-as évek – i. e. 390-es évek – i. e. 380-as évek – i. e. 370-es évek – i. e. 360-as évek
Évek: i. e. 417 – i. e. 416 – i. e. 415 – i. e. 414 –  i. e. 413 – i. e. 412 – i. e. 411 – i. e. 410 – i. e. 409 – i. e. 408 – i. e. 407

## Események

### Perzsa Birodalom
- A II. Dareiosz vezette perzsák kihasználják a görög városállamok egymás közötti harcát, hogy visszanyerjék az i.e. 449 óta athéni felügyelet alá került kis-ázsiai görög városok fölötti uralmat. Kis-Ázsia szatrapáit, Tisszaphernészt és Pharnabazoszt utasítják az elmaradt adó begyűjtésére.
- Spárta kölcsönös segítségnyújtási egyezményt köt Tisszaphernésszel. A milétoszi szerződés értelmében Perzsia szabad kezet kap Kis-Ázsia nyugati részében, cserébe segíti a spártai flotta felszerelését.

### Görögország
- az Athént eláruló és Spártába menekült Alkibiadész felkelést szít Athén ellen a Kis-Ázsia nyugati partvidékén elhelyezkedő ióniai városok körében. Hamarosan elveszti azonban a spártaiak és királyuk, II. Agisz bizalmát, ezért Tisszaphernész udvarába szökik. Alkibiadész megpróbálja rávenni a perzsákat, hogy vonják meg támogatásukat Spártától, miközben felveszi a kapcsolatot az athéni oligarcha-párttal. A Spártával szövetséges városok egy része fellázad és felmondja a szövetséget.
- Az athéniak utolsó tartalékaikat új flotta építésébe fektetik.
- az ióniai Klazomanai fellázad az athéni uralom ellen, de rövid ellenállás után ismét aláveti magát Athénnek.

### Itália
- Rómában consullá választják Caius Furius Pacilust és Quintus Fabius Ambustus Vibulanust.

## Fordítás
- Ez a szócikk részben vagy egészben  a(z)   412 BC című angol Wikipédia-szócikk ezen változatának fordításán alapul.  Az eredeti cikk szerkesztőit annak laptörténete sorolja fel. Ez a jelzés csupán a megfogalmazás eredetét és a szerzői jogokat jelzi, nem szolgál a cikkben szereplő információk forrásmegjelöléseként.